# Silvio Pietroboni
Silvio Pietroboni (Milano, 9 marzo 1904 – Cologno Monzese, 18 febbraio 1987) è stato un calciatore italiano, di ruolo difensore o centrocampista.

## Carriera
Cresciuto calcisticamente nelle giovanili dell'Inter, gioca in nerazzurro dal 1922 al 1932, segnando 9 reti in 194 gare di campionato. Inizia a giocare come terzino sinistro, poi si trasforma in mediano difensivo.. Calciatore di grande temperamento e dal rendimento elevato.
Nel 1928, dal 23 luglio al 13 settembre, con il compagno di squadra Valentino Degani, prestati dall'Internazionale al Brescia, partecipa alla tournée in America, salpati dal porto di Genova sul transatlantico "Duilio", dopo dieci giorni di navigazione giungono a New York, in terra americana disputano nove partite, Silvio ne gioca sei realizzando anche una rete.
Conta 11 presenze in Nazionale, nella quale esordisce il 17 aprile 1927 (Italia-Portogallo 3-1). Partecipa alla spedizione azzurra ai Giochi olimpici di Amsterdam, che si conclude con la vittoria della medaglia di bronzo.
Nell'estate 1929 si frattura il perone ma riesce a giocare l'ultima partita della stagione (Ambrosiana-Modena 2-0), entrando così nella storia del terzo scudetto interista. L'incidente gli condiziona pesantemente il rendimento e quindi sceglie di abbandonare l'attività` agonistica.

## Statistiche

### Cronologia presenze e reti in Nazionale
| Cronologia completa delle presenze e delle reti in nazionale ― Italia | Cronologia completa delle presenze e delle reti in nazionale ― Italia | Cronologia completa delle presenze e delle reti in nazionale ― Italia | Cronologia completa delle presenze e delle reti in nazionale ― Italia | Cronologia completa delle presenze e delle reti in nazionale ― Italia | Cronologia completa delle presenze e delle reti in nazionale ― Italia | Cronologia completa delle presenze e delle reti in nazionale ― Italia | Cronologia completa delle presenze e delle reti in nazionale ― Italia |
| Data                                                                  | Città                                                                 | In casa                                                               | Risultato                                                             | Ospiti                                                                | Competizione                                                          | Reti                                                                  | Note                                                                  |
| --------------------------------------------------------------------- | --------------------------------------------------------------------- | --------------------------------------------------------------------- | --------------------------------------------------------------------- | --------------------------------------------------------------------- | --------------------------------------------------------------------- | --------------------------------------------------------------------- | --------------------------------------------------------------------- |
| 17-4-1927                                                             | Torino                                                                | Italia                                                                | 3 – 1                                                                 | Portogallo                                                            | Amichevole                                                            | -                                                                     |                                                                       |
| 23-10-1927                                                            | Praga                                                                 | Cecoslovacchia                                                        | 2 – 2                                                                 | Italia                                                                | Coppa Internazionale                                                  | -                                                                     |                                                                       |
| 06-11-1927                                                            | Bologna                                                               | Italia                                                                | 0 – 1                                                                 | Austria                                                               | Coppa Internazionale                                                  | -                                                                     |                                                                       |
| 01-1-1928                                                             | Genova                                                                | Italia                                                                | 3 – 2                                                                 | Svizzera                                                              | Coppa Internazionale                                                  | -                                                                     |                                                                       |
| 25-3-1928                                                             | Roma                                                                  | Italia                                                                | 4 – 3                                                                 | Ungheria                                                              | Coppa Internazionale                                                  | -                                                                     |                                                                       |
| 15-4-1928                                                             | Porto                                                                 | Portogallo                                                            | 4 – 1                                                                 | Italia                                                                | Amichevole                                                            | -                                                                     |                                                                       |
| 22-4-1928                                                             | Gijón                                                                 | Spagna                                                                | 1 – 1                                                                 | Italia                                                                | Amichevole                                                            | -                                                                     |                                                                       |
| 29-5-1928                                                             | Amsterdam                                                             | Francia                                                               | 3 – 4                                                                 | Italia                                                                | Olimpiadi 1928 - Ottavi di finale                                     | -                                                                     |                                                                       |
| 01-6-1928                                                             | Amsterdam                                                             | Spagna                                                                | 1 – 1 dts                                                             | Italia                                                                | Olimpiadi 1928 - Quarti di finale                                     | -                                                                     |                                                                       |
| 07-4-1929                                                             | Vienna                                                                | Austria                                                               | 3 – 0                                                                 | Italia                                                                | Coppa Internazionale                                                  | -                                                                     |                                                                       |
| 28-4-1929                                                             | Torino                                                                | Italia                                                                | 1 – 2                                                                 | Germania                                                              | Amichevole                                                            | -                                                                     |                                                                       |
| Totale                                                                |                                                                       | Presenze                                                              | 11                                                                    |                                                                       | Reti                                                                  | 0                                                                     |                                                                       |

## Palmarès

### Club
- Campionato italiano: 1

Ambrosiana-Inter: 1929-1930

### Nazionale
- Bronzo olimpico: 1

Amsterdam 1928
- Coppa Internazionale: 1

1927-1930